# Richmond Centre (circonscription britanno-colombienne)
Pour les articles homonymes, voir Richmond Centre.
Circonscription électorale provinciale du Canada
Richmond Centre est une circonscription provinciale de la Colombie-Britannique représentée à l'Assemblée législative de la Colombie-Britannique de 1991 à 2017 et depuis 2024.

## Géographie
La circonscription représentait une partie de la ville de Richmond dans le district régional du Grand Vancouver.

## Liste des députés
| Législature                                         | Années          | Député          | Député             | Parti           |
| Richmond Centre                                     | Richmond Centre | Richmond Centre | Richmond Centre    | Richmond Centre |
| --------------------------------------------------- | --------------- | --------------- | ------------------ | --------------- |
| 35e                                                 | 1991–1996       |                 | Doug Symons        | Libéral         |
| 36e                                                 | 1996–2001       |                 | Doug Symons        | Libéral         |
| 37e                                                 | 2001–2005       |                 | Greg Halsey-Brandt | Libéral         |
| 38e                                                 | 2005–2009       |                 | Olga Ilich         | Libéral         |
| 39e                                                 | 2009–2013       |                 | Rob Howard         | Libérale        |
| 40e                                                 | 2013–2017       |                 | Teresa Wat         | Libérale        |
| Circonscription abolie, voir Richmond North Centre  |                 |                 |                    |                 |
| Circonscription recréée, voir Richmond North Centre |                 |                 |                    |                 |
| 43e                                                 | 2024–en cours   |                 | Hon Chan (en)      | Conservateur    |

## Résultats électoraux
Depuis 2024
1991-2017